# 二階導數

二次函数的二階導數是常數。

微积分中，函數 {\displaystyle f} 的二階導數（英語：或）是其导数的導數。粗略而言，某量的二階導數，描述該量的變化率本身是否變化得快。例如，物體位置對時間的二階導數是瞬時加速度，即該物體的速度隨時間的變化率。用萊布尼茲記法：
{\displaystyle {\boldsymbol {a}}={\frac {\mathrm {d} {\boldsymbol {v}}}{\mathrm {d} t}}={\frac {\mathrm {d} ^{2}{\boldsymbol {x}}}{\mathrm {d} t^{2}}},}
其中 {\displaystyle {\boldsymbol {a}}} 為加速度，{\displaystyle {\boldsymbol {v}}} 為速度，{\displaystyle t} 為時間，{\displaystyle {\boldsymbol {x}}} 為位置，而 {\displaystyle \mathrm {d} } 表示瞬時的差值（又稱「delta」值）。最後一式 {\displaystyle {\tfrac {\mathrm {d} ^{2}{\boldsymbol {x}}}{\mathrm {d} t^{2}}}} 是位置 {\displaystyle {\boldsymbol {x}}} 對時間的二階導數。
繪製函数图形時，二階導數描述曲線的曲率或凹凸性。若函數的二階導數為正，則其圖像是向上彎，像隻杯（{\displaystyle \cup }）。反之，若其二階導數為負，則向下彎，像頂帽（{\displaystyle \cap }）。

## 二階導數的冪法則
連續兩次用一階導數的冪法則，則會推導出二階導數的冪法則，如下所示：
{\displaystyle {\frac {\mathrm {d} ^{2}}{\mathrm {d} x^{2}}}\left[x^{n}\right]={\frac {\mathrm {d} }{\mathrm {d} x}}{\frac {\mathrm {d} }{\mathrm {d} x}}\left[x^{n}\right]={\frac {\mathrm {d} }{\mathrm {d} x}}\left[nx^{n-1}\right]=n{\frac {\mathrm {d} }{\mathrm {d} x}}\left[x^{n-1}\right]=n(n-1)x^{n-2}.}
公式對任意實數 {\displaystyle n} 成立。

## 記法
函數 {\displaystyle f} 的二階導函數常記為 {\displaystyle f''}，其於 {\displaystyle x} 處取值為 {\displaystyle f''(x)}。換言之，
{\displaystyle f''=\left(f'\right)',}
其中 {\displaystyle '} 表示一階求導。若用萊布尼茲記法表示導數，則因變數 {\displaystyle y} 關於自變數 {\displaystyle x} 的二階導數記為
{\displaystyle {\frac {\mathrm {d} ^{2}y}{\mathrm {d} x^{2}}}.}
此種寫法的理由是，{\displaystyle {\tfrac {\mathrm {d} }{\mathrm {d} x}}} 表示對 {\displaystyle x} 求導，從而求導兩次應寫成：
{\displaystyle {\frac {\mathrm {d} }{\mathrm {d} x}}\left({\frac {\mathrm {d} y}{\mathrm {d} x}}\right)\,=\,{\frac {\mathrm {d} ^{2}y}{\mathrm {d} x^{2}}}.}

### 其他記法
如前段所記，二階導數標準的萊布尼茲記法為 {\textstyle {\frac {\mathrm {d} ^{2}y}{\mathrm {d} x^{2}}}}。然而，無法視之為純代數符號作運算。意思是，雖然看似兩個微分相除組成的分數，但是無法拆分、抵銷等。不過，可藉另一種記法補救前述問題。此記法是基於一階導數的商法則。倘若視 {\textstyle {\frac {\mathrm {d} y}{\mathrm {d} x}}} 為兩微分之商，則求導時，根據商法則應有：
{\displaystyle {\begin{aligned}y''(x)&=\left({\frac {\mathrm {d} y}{\mathrm {d} x}}\right)'\\&={\frac {(\mathrm {d} y)'\cdot \mathrm {d} x-\mathrm {d} y\cdot (\mathrm {d} x)'}{(\mathrm {d} x)^{2}}}\\&={\frac {{\frac {\mathrm {d} }{\mathrm {d} x}}(\mathrm {d} y)\cdot \mathrm {d} x-\mathrm {d} y\cdot {\frac {\mathrm {d} }{\mathrm {d} x}}\mathrm {d} x}{(\mathrm {d} x)^{2}}}\\&={\frac {\mathrm {d} ^{2}y}{\mathrm {d} x^{2}}}-{\frac {\mathrm {d} y}{\mathrm {d} x}}{\frac {\mathrm {d} ^{2}x}{\mathrm {d} x^{2}}}.\end{aligned}}}
上式中，{\displaystyle y''(x)} 為二階導數，但 {\displaystyle {\tfrac {\mathrm {d} ^{2}y}{\mathrm {d} x^{2}}}} 則不然。{\displaystyle \mathrm {d} u} 表示微分算子施用於 {\displaystyle u} 的結果，即 {\displaystyle \mathrm {d} (u)}，而 {\displaystyle \mathrm {d} ^{2}u} 表示微分算子疊代兩次的結果，即 {\displaystyle \mathrm {d} (\mathrm {d} (u))}。最後 {\displaystyle \mathrm {d} u^{2}} 是先微分再平方，即 {\displaystyle (\mathrm {d} (u))^{2}}。
若採此寫法（並依上段解讀各符號含義），則二階導數各項可以自由操作，與其他代數項作運算。例如，二階導數的反函數公式，可自上式經一輪代數運算而得。二階導數的链式法则亦然。不過，運算上的方便，與更換符號的不便，孰輕孰重，仍待定論。

## 例
考慮
{\displaystyle f(x)=x^{3},}
運用冪法則，{\displaystyle f} 的導數 {\displaystyle f'} 由下式給出：
{\displaystyle f^{\prime }(x)=3x^{2}.}
{\displaystyle f} 的二階導數即是對導數 {\displaystyle f'} 再次求導的結果，由下式給出：
{\displaystyle f^{\prime \prime }(x)=6x.}
另一個例子，考慮正弦函數 {\displaystyle \sin }。有
{\displaystyle \sin '(x)=\cos(x),}
而再次求導後，得到
{\displaystyle \sin ''(x)=\cos '(x)=-\sin(x).}
換言之，正弦函數的二階導數是自身的相反數。

## 與圖像的關係

的圖像，其中 的取值範圍是由 至 。當曲線向上彎時，切線為藍色。向下彎時則為綠。於拐點（即 ）處則為紅。

### 凹向
函數 {\displaystyle f} 的二階導數，描述其圖像凹的方向和程度，即凹性（concavity）。若二階導數在某區間恆正，則函數在該區間向上凹（向上彎，又稱為凸函數或下凸函數），意即其切线總位於圖像下方「承托」。反之，若二階導數在某區間恆負，則函數在該區間向下凹（向下彎，又稱為凹函數或上凸函數），其切線總位於圖像的上方「壓制」着。

### 拐點
若函數的二階導數在某點的左右異號，則圖像由向上彎轉變成向下彎，或反之。此種點稱為拐點（inflection point）。假設二階導數連續，則在該點處必取零值，故可用「二階導數為零」之條件，篩選出可能的拐點。不過，二階導數為零的點不一定是拐點，如 {\displaystyle f(x)=x^{4}} 有 {\displaystyle f''(0)=0}，但 {\displaystyle f} 在實數系上為凸，無拐點。

### 二階導數檢驗
二階導數與凹凸性的關係，有助判斷函數 {\displaystyle f} 的驻点（即滿足 {\displaystyle f'(x)=0} 的點 {\displaystyle x}）是否為局部極大點或極小點。具體言之：
- 若 {\displaystyle f^{\prime \prime }(x)<0}，則 {\displaystyle f} 於 {\displaystyle x} 點取得局部極大值。
- 若 {\displaystyle f^{\prime \prime }(x)>0}，則 {\displaystyle f} 於 {\displaystyle x} 點取得局部極小值。
- 若 {\displaystyle f^{\prime \prime }(x)=0}，則二階導數檢驗無定論。該點或許是拐點，也可能是極大或極小點。

直觀理解，考慮一架賽車高速前進，但正在減速（加速度為負），則當速度降至零的一刻，賽車所在位置即為自起點出發，能達到的前方最遠處，因為此後速度降至負值，賽車會倒車。同樣，若考慮高速後退但加速度為正的賽車，則相應得到關於極小值的結論。

## 極限
二階導數若存在，則可以衹用一個极限寫出：
{\displaystyle f''(x)=\lim _{h\to 0}{\frac {f(x+h)-2f(x)+f(x-h)}{h^{2}}}.}
以上極限稱為二階對稱導數。但是，有時二階對稱導數存在，則函數仍沒有（平常的）二階導數。
右側欲求極限的分式，可理解成差商的差商：
{\displaystyle {\frac {f(x+h)-2f(x)+f(x-h)}{h^{2}}}={\frac {{\frac {f(x+h)-f(x)}{h}}-{\frac {f(x)-f(x-h)}{h}}}{h}}.}
故其極限可視作序列二階差分的連續版本。
然而，上述極限存在並不推出函數 {\displaystyle f} 二階可導。該極限僅是二階導數存在時，計算該導數的一種方法，但並非其定義。反例有符号函数 {\displaystyle \operatorname {sgn} }，其定義為：
{\displaystyle \operatorname {sgn}(x)={\begin{cases}-1,&{\text{若 }}\ x<0,\\0,&{\text{若 }}\ x=0,\\1,&{\text{若 }}\ x>0.\end{cases}}}
符號函數在原點不連續，從而不可導，尤其並非二階可導。但是，在 {\displaystyle x=0} 處，二階對稱導數存在：
{\displaystyle {\begin{aligned}\lim _{h\to 0}{\frac {\operatorname {sgn}(0+h)-2\operatorname {sgn}(0)+\operatorname {sgn}(0-h)}{h^{2}}}&=\lim _{h\to 0}{\frac {\operatorname {sgn}(h)-2\cdot 0+\operatorname {sgn}(-h)}{h^{2}}}\\&=\lim _{h\to 0}{\frac {\operatorname {sgn}(h)+(-\operatorname {sgn}(h))}{h^{2}}}=\lim _{h\to 0}{\frac {0}{h^{2}}}=0.\end{aligned}}}

## 二次近似
正如導數與线性近似密切相關，二階導數也與二次近似如影随形。某函數 {\displaystyle f} 於某點的二次近似，是一個二次函数，與 {\displaystyle f} 在該點處具有一樣的一、二階導數。函數 {\displaystyle f} 於 {\displaystyle a} 附近的二次近似可寫成：
{\displaystyle f(x)\approx f(a)+f'(a)(x-a)+{\tfrac {1}{2}}f''(a)(x-a)^{2}.}
函數的二次近似就是第二階的泰勒多項式。

## 本徵值與本徵函數
因為求導運算為線性，所以求導兩次亦可視為函數空間上的線性算子，從而可以研究其譜。換言之，可求微分方程 {\displaystyle v''=\lambda v} 的函數解 {\displaystyle v}（本徵向量）與常數 {\displaystyle \lambda }（本徵值）。對於許多種邊界條件，可以明確求出二階導數的本徵值與本徵向量。
舉例，以閉區間 {\displaystyle [0,L]} 為定義域，邊界採用齊次狄利克雷条件（即 {\displaystyle v(0)=v(L)=0}），則諸本徵值為 {\displaystyle \lambda _{j}=-{\tfrac {j^{2}\pi ^{2}}{L^{2}}}}，對應本徵向量（亦稱本徵函數）{\displaystyle v_{j}} 由
{\displaystyle v_{j}(x)={\sqrt {\tfrac {2}{L}}}\sin \left({\tfrac {j\pi x}{L}}\right)}
給出。此處 {\displaystyle v''_{j}(x)=\lambda _{j}v_{j}(x)}，{\displaystyle j} 為任意正整數。
其他情況的解，見二階導數的本徵值與本徵向量。

## 高維推廣

### 黑塞方陣
二階導數的高維推廣，其一是同時考慮全體二階偏导数 {\displaystyle {\tfrac {\partial ^{2}f}{\partial x_{i}\partial x_{j}}}}。對於三元函數 {\displaystyle f:\mathbb {R} ^{3}\to \mathbb {R} }，二階偏導數包括
{\displaystyle {\frac {\partial ^{2}f}{\partial x^{2}}},\;{\frac {\partial ^{2}f}{\partial y^{2}}},\;{\frac {\partial ^{2}f}{\partial z^{2}}},}
以及混合偏導數
{\displaystyle {\frac {\partial ^{2}f}{\partial x\,\partial y}},\;{\frac {\partial ^{2}f}{\partial x\,\partial z}},\;{\frac {\partial ^{2}f}{\partial y\,\partial z}}.}
還有其他次序的混合偏導數，如 {\displaystyle {\tfrac {\partial ^{2}f}{\partial y\,\partial x}}}，但由二階導數的對稱性，衹要 {\displaystyle f} 滿足特定條件（如二階偏導數處處連續），則其他次序的混合偏導數等於上述已列出的偏導數。於是，各方向的二階偏導數可以砌成一個對稱方陣，稱為黑塞方陣（英語：或）。該方陣的本徵值適用於多變量情況的二階導數檢驗（稱為二階偏導數檢驗）。

### 拉普拉斯算子
另一種常見推廣，則是衹考慮對同一個變量的二階導數，再求和，得到拉普拉斯算子（或）。拉氏微分算子記作 {\displaystyle \nabla ^{2}} 或 {\displaystyle \Delta }。以三維情形為例，定義為
{\displaystyle \nabla ^{2}f={\frac {\partial ^{2}f}{\partial x^{2}}}+{\frac {\partial ^{2}f}{\partial y^{2}}}+{\frac {\partial ^{2}f}{\partial z^{2}}}.}
函數的拉氏算子等於梯度的散度，亦是前述黑塞方陣之跡。

## 註
1. ↑  相對之下，一階導數的記法可以較好地「當成」分數作代數運算，如鏈式法則中的抵銷。

## 延伸閱讀

### 紙本
- Anton, Howard; Bivens, Irl; Davis, Stephen,  8th, New York: Wiley, February 2, 2005, ISBN 978-0-471-47244-5
- Apostol, Tom M.,  1 2nd, Wiley, June 1967, ISBN 978-0-471-00005-1
- Apostol, Tom M.,  1 2nd, Wiley, June 1969, ISBN 978-0-471-00007-5
- Eves, Howard,  6th, Brooks Cole, January 2, 1990, ISBN 978-0-03-029558-4
- Larson, Ron; Hostetler, Robert P.; Edwards, Bruce H.,  4th, Houghton Mifflin Company, February 28, 2006, ISBN 978-0-618-60624-5
- Spivak, Michael,  3rd, Publish or Perish, September 1994, ISBN 978-0-914098-89-8
- Stewart, James,  5th, Brooks Cole, December 24, 2002, ISBN 978-0-534-39339-7
- Thompson, Silvanus P.,  Revised, Updated, Expanded, New York: St. Martin's Press, September 8, 1998, ISBN 978-0-312-18548-0

### 網上
- Crowell, Benjamin, , 2003  [2021-11-28], （原始内容存档于2012-02-04）
- Garrett, Paul, , 2004  [2021-11-28], （原始内容存档于2012-02-05）
- Hussain, Faraz, , 2006  [2021-11-28], （原始内容存档于2019-03-26）
- Keisler, H. Jerome, , 2000  [2021-11-28], （原始内容存档于2011-05-01）
- Mauch, Sean, , 2004, （原始内容存档于2006-04-15）
- Sloughter, Dan, , 2000  [2021-11-28], （原始内容存档于2012-04-14）
- Strang, Gilbert, , 1991  [2021-11-28], （原始内容存档于2010-02-25）
- Stroyan, Keith D., , 1997, （原始内容存档于2005-09-11）
- Wikibooks, ,   [2021-11-28], （原始内容存档于2018-09-03）